# Aviapartner
Aviapartner er et belgisk handlingselskab, der driver ground handling i 37 lufthavne i Belgien, Frankrig, Tyskland, Italien, Spanien og Nederlandene.
Virksomhedens oprindelse går tilbage til 1949 under navnet Herfurth Air Services. I 1960'erne blev det til 'Belgavia'. I 1999 skiftede de navn til Aviapartner.